# Tunelul Laerdal
Tunelul Laerdal (în norvegiană Lærdalstunnelen) este un tunel rutier cu o lungime de 24,5 kilometri (15,2 mile) ce leagă orașele Lærdal și Aurland din provincia Vestland în vestul Norvegiei. Construcția obiectivului a demarat în anul 1995 și a fost finalizată în anul 2000.
Tunelul Laerdal, cel mai lung tunel rutier din lume, face parte din șoseaua E16, ce leagă orașele Oslo și Bergen. Tunelul este împărțit în patru secțiuni separate de trei peșteri artificiale menite să întrerupă monotonia deplasărilor în subteran.

## Detalii constructive

### Designul
Designul tunelului ia în considerare efortul mental asupra conducătorilor auto, astfel tunelul este împărțit în patru secțiuni, separate de trei peșteri (grote) mari în munte. Peșterile sunt menite să rupă rutina și monotonia drumului în tunel, oferind o priveliște reconfortantăe și permițând șoferilor să se odihnească un scurt timp. Conducerea prin tunelul Laerdal durează aproximativ 20 de minute. Provocarea de a găsi o idee nouă a fost de a proiecta tunelul astfel încât oamenii să nu găsească călătoria „plictisitoare și monotonă”, pierzând astfel concentrarea în timpul traversării tunelului. Crearea unui grad de varietate în timpul călătoriei cu mașina va reduce riscul ca șoferul să-și piardă concentrarea și să devină „orbit de viteză” (orbire indusă de mișcare). În timp ce tunelul principal are lumini albe, peșterile au iluminare albastră cu lumini galbene la margini pentru a da o impresie de răsărit. Cavernele sunt, de asemenea, folosite ca puncte de întoarcere și pentru zone de pauză pentru a ajuta la evitarea claustrofobiei în timpul călătoriei prin tunel.
În tunel, la fiecare kilometru există un semn care indică câți kilometri au fost deja parcurși și de asemenea, câți kilometri mai sunt de parcurs. Pentru a împiedica șoferii să fie neatenți sau să adoarmă, fiecare bandă de mers este prevăzută cu o bandă rezonatoare, spre axul drumului.

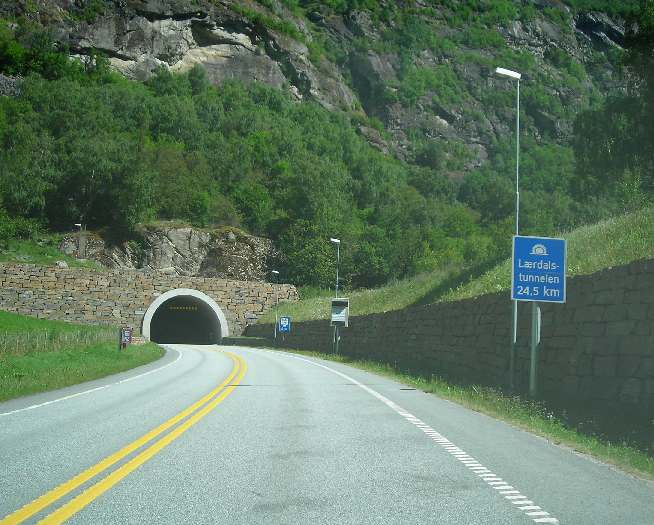
Portalul de sud-vest al tunelului
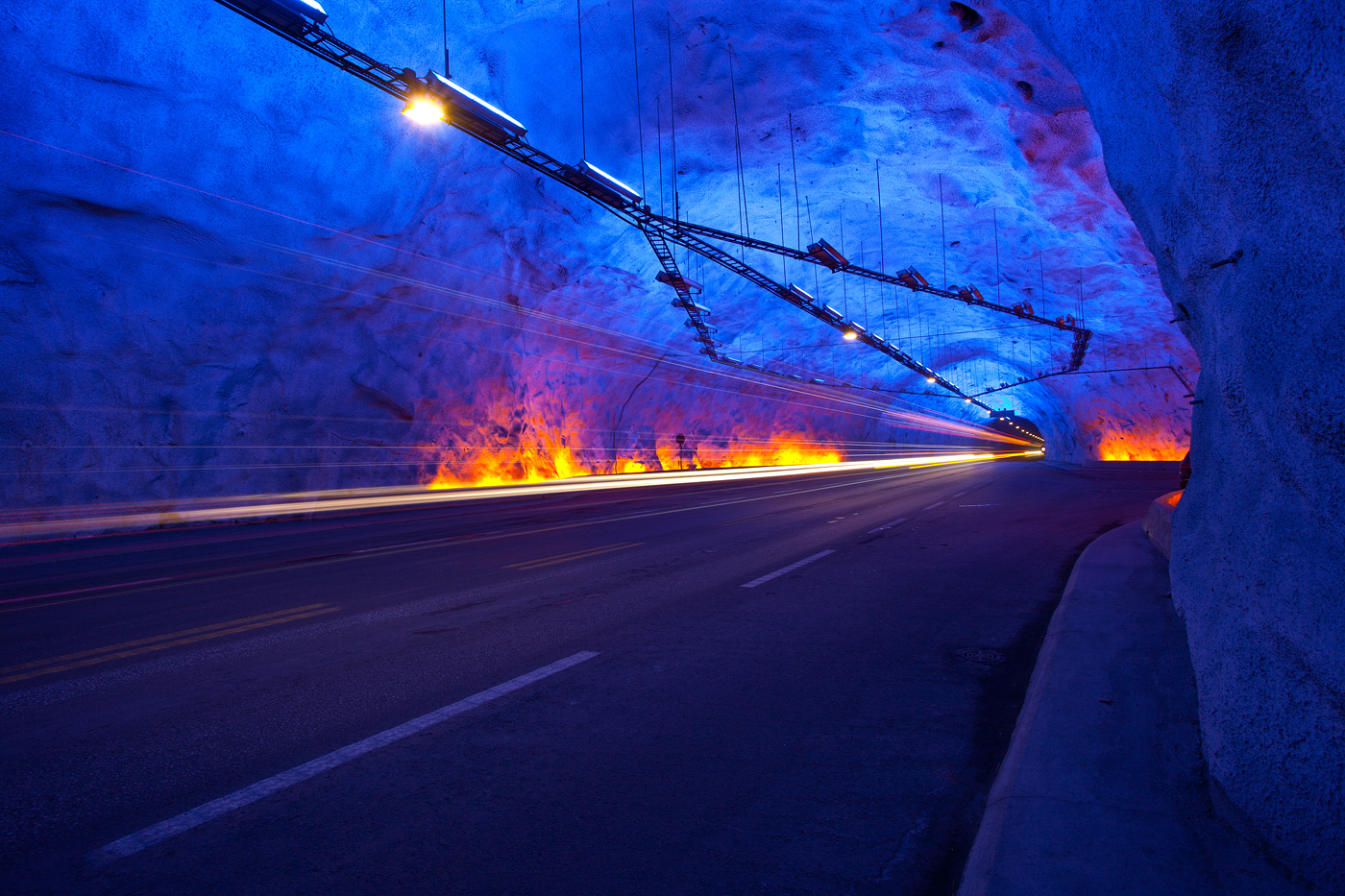
Iluminatul tunelului
Cavitate pentru spațiu de repaus
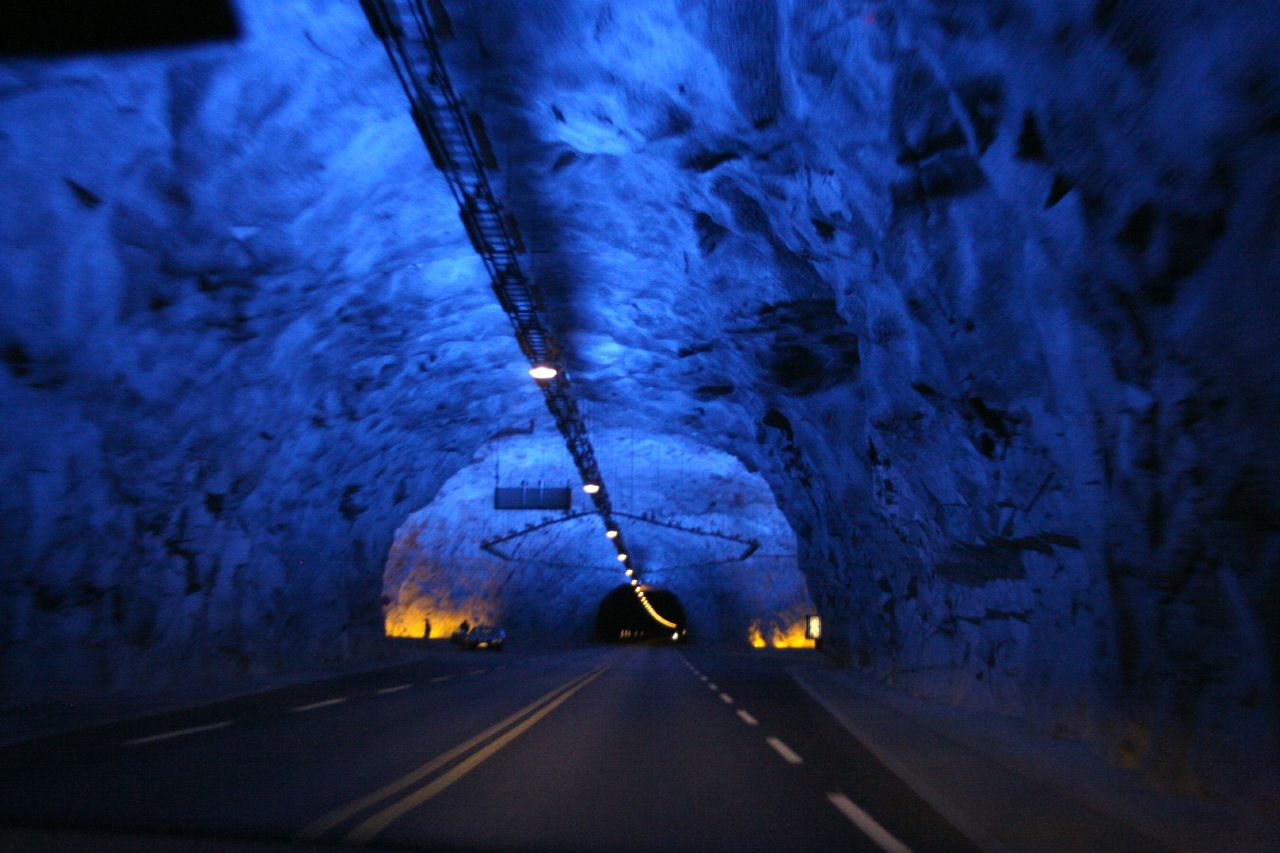
Iluminatul tunelului
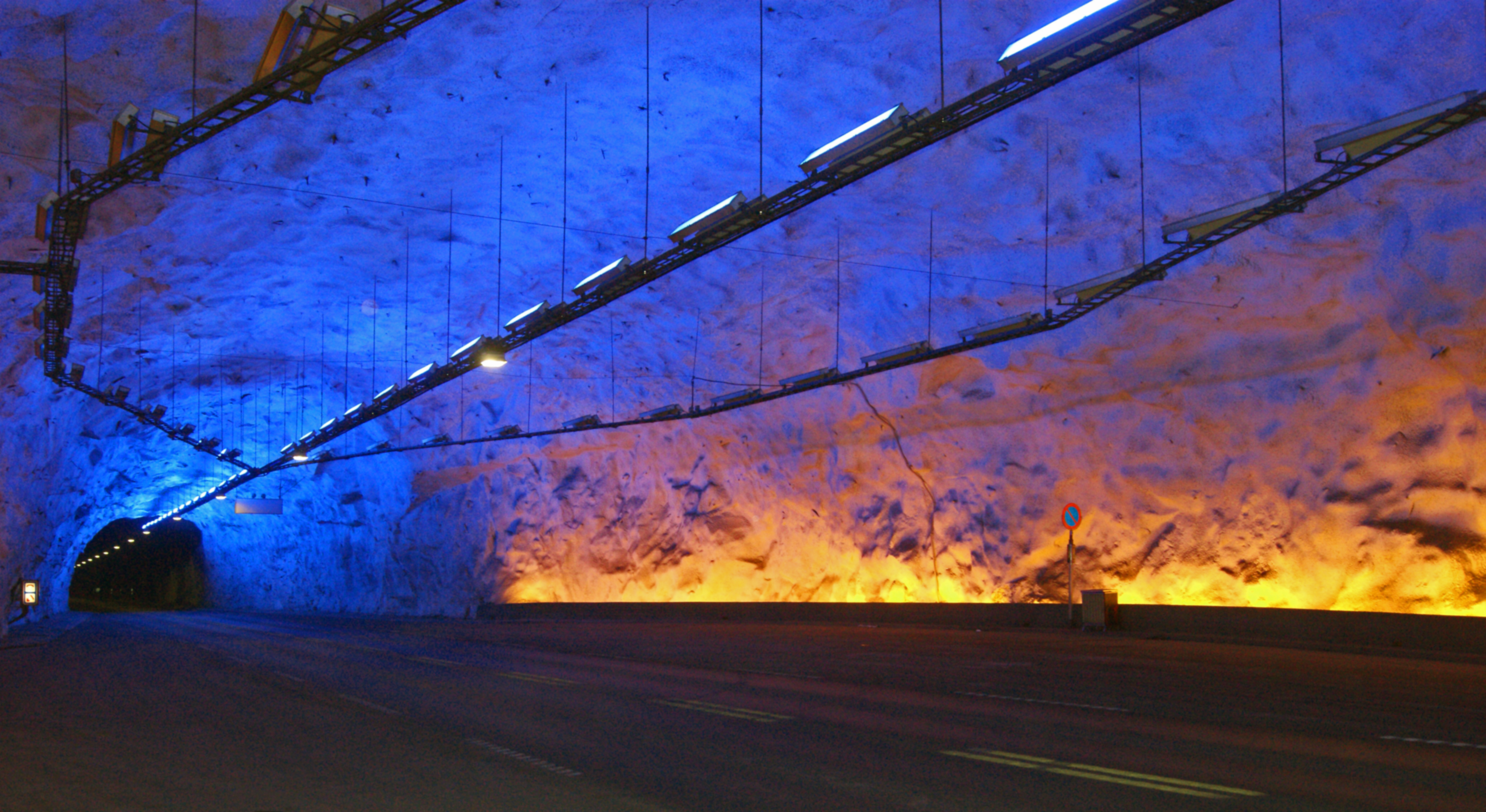
Iluminatul tunelului pentru ruperea monotoniei
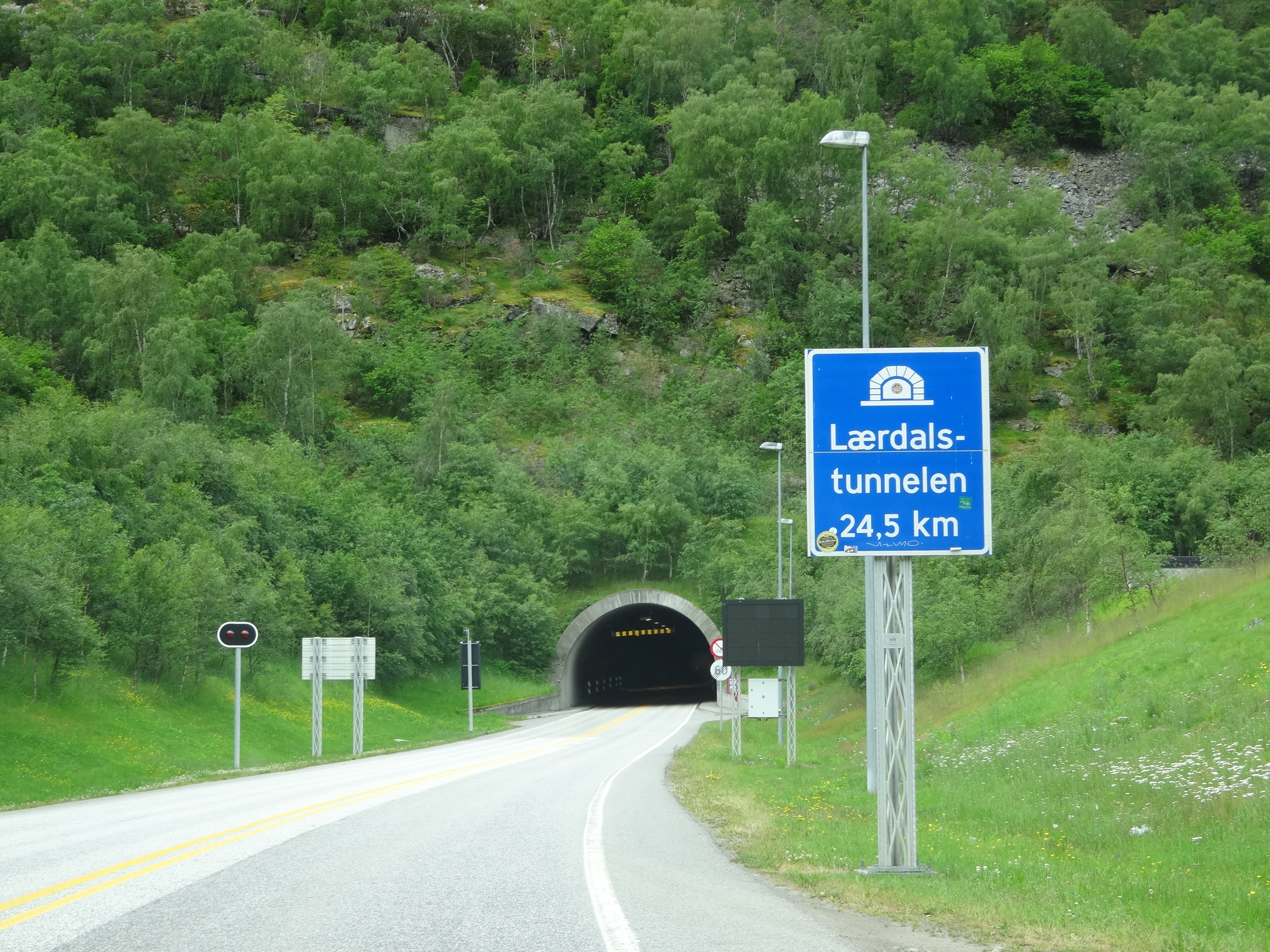
Portalul de nord-est al tunelului Lærdal
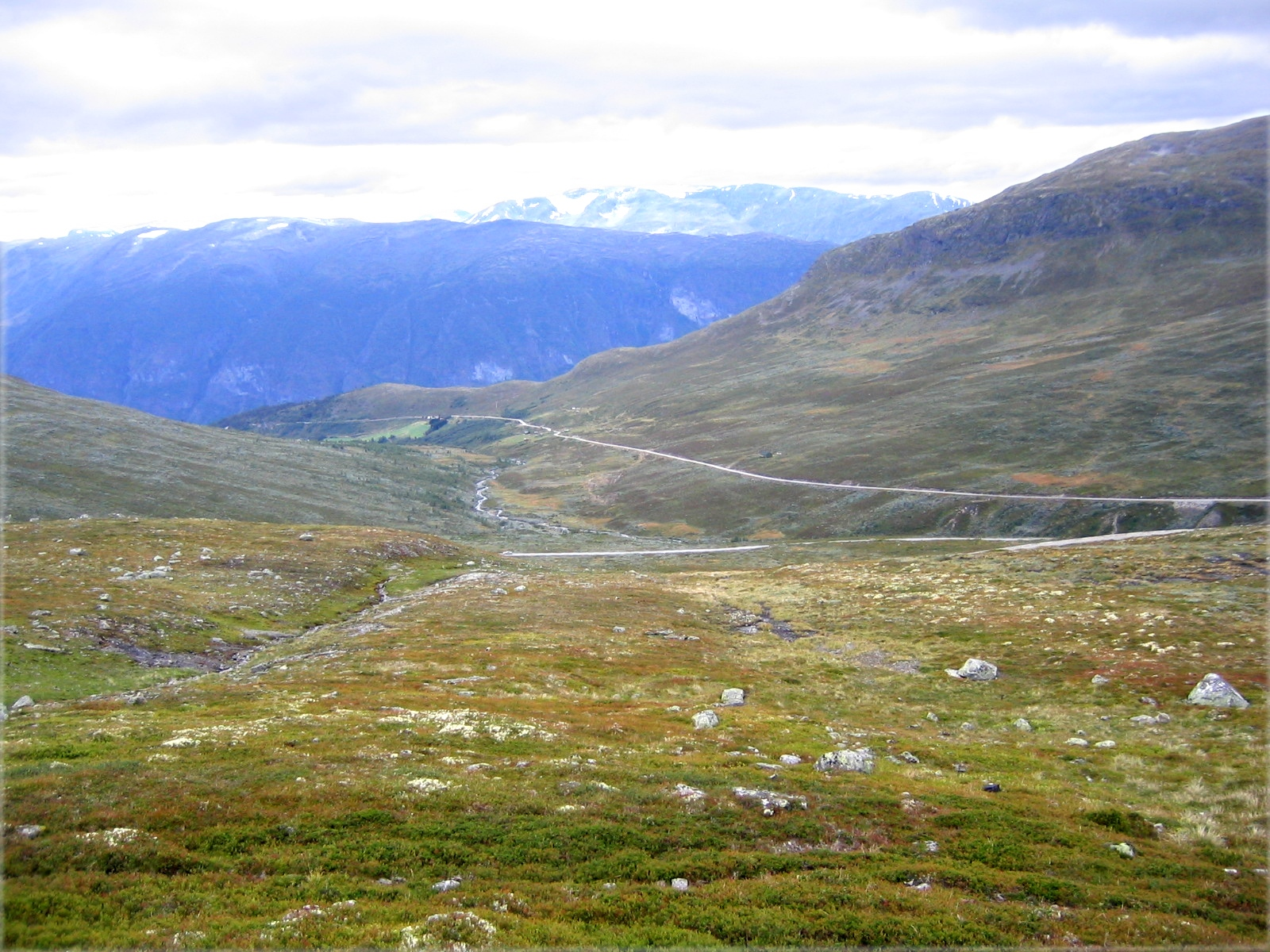
Snøvegen, vechiul drum prin munți dintre Aurland și Laerdal